# Biathlon-Weltmeisterschaften 1973
Die 12. Biathlon-Weltmeisterschaften fanden 1973 in Lake Placid in den USA statt. Wegen der Olympischen Winterspiele im Vorjahr gab es 1972 turnusmäßig keine Biathlon-Weltmeisterschaften.

## Männer

### Einzel 20 km
| Platz | Sportler           | Zeit [h]  | Schießfehler |
| ----- | ------------------ | --------- | ------------ |
| 01    | Alexander Tichonow | 1:24:30,2 | 2 (0+0+1+1)  |
| 02    | Gennadi Kowaljow   | 1:27:17,2 | 1 (0+0+1+0)  |
| 03    | Tor Svendsberget   | 1:28:08,2 | 5 (1+0+2+2)  |
| 04    | Mauri Röppänen     | 1:29:04,9 | 2 (0+2+0+0)  |
| 05    | Esten Gjelten      | 1:29:09,1 | 3 (0+0+1+2)  |
| 06    | Juhani Suutarinen  | 1:29:35,6 | 3 (2+0+1+0)  |
| 07    | Willy Bertin       | 1:29:46,1 | 3 (0+1+0+2)  |
| 08    | Juri Kolmakow      | 1:29:58,7 | 2 (2+0+0+0)  |
| 09    | Kjell Hovda        | 1:30:27,6 | 3 (0+1+0+2)  |
| 10    | Esko Saira         | 1:30:38,7 | 5 (1+1+2+1)  |
| …     |                    |           |              |

Datum: 2. März

### Staffel 4 × 7,5 km
| Platz | Land           | Sportler                                                          | Zeit      |
| ----- | -------------- | ----------------------------------------------------------------- | --------- |
| 01    | Sowjetunion    | Alexander Tichonow Rinnat Safin Juri Kolmakow Gennadi Kowaljow    | 2:27:02,2 |
| 02    | Norwegen       | Tor Svendsberget Esten Gjelten Ragnar Tveiten Kjell Hovda         | 2:27:07,2 |
| 03    | DDR            | Dieter Speer Manfred Geyer Herbert Wiegand Günter Bartnik         | 2:28:26,4 |
| 04    | Finnland       | Yrjö Salpakari Juhani Suutarinen Heikki Ikola Mauri Röppänen      | 2:34:05,7 |
| 05    | Japan          | Isao Ono Noboe Tani Miki Shibuya Manabu Suzuki                    | 2:34:52,5 |
| 06    | Schweden       | Sune Adolfsson Torsten Wadman Olle Petrusson Lars-Göran Arwidsson | 2:36:52,1 |
| 07    | Frankreich     | Marius Falquy Noël Turrell René Arpin Daniel Claudon              | 2:37:30,7 |
| 08    | Italien        | Willy Bertin Giovanni Astegiano Corrado Varesco Lino Jordan       | 2:38:21,0 |
| 09    | USA            | John Morton Jay Bowerman George Tuthill Dennis Donahue            | 2:41:04,9 |
| 10    | Großbritannien | Malcolm Hirst Alan Notley Keith Oliver Jeffrey Stevens            | 2:43:20,6 |

Datum: 4. März
Anmerkung:
Angaben über Schießfehler ließen sich leider nicht mehr ermitteln.

## Medaillenspiegel
| Platz | Nation                          | Gold | Silber | Bronze | Gesamt |
| ----- | ------------------------------- | ---- | ------ | ------ | ------ |
| 1     | Sowjetunion                     | 2    | 1      | 0      | 3      |
| 2     | Norwegen                        | 0    | 1      | 1      | 2      |
| 3     | Deutsche Demokratische Republik | 0    | 0      | 1      | 1      |

| Platz | Sportler           | Gold | Silber | Bronze | Gesamt |
| ----- | ------------------ | ---- | ------ | ------ | ------ |
| 1     | Alexander Tichonow | 2    | 0      | 0      | 2      |
| 2     | Gennadi Kowaljow   | 1    | 1      | 0      | 2      |
| 3     | Rinnat Safin       | 1    | 0      | 0      | 1      |
| 3     | Juri Kolmakow      | 1    | 0      | 0      | 1      |
| 5     | Tor Svendsberget   | 0    | 1      | 1      | 2      |
| 6     | Esten Gjelten      | 0    | 1      | 0      | 1      |
| 6     | Ragnar Tveiten     | 0    | 1      | 0      | 1      |
| 6     | Kjell Hovda        | 0    | 1      | 0      | 1      |
| 9     | Dieter Speer       | 0    | 0      | 1      | 1      |
| 9     | Manfred Geyer      | 0    | 0      | 1      | 1      |
| 9     | Herbert Wiegand    | 0    | 0      | 1      | 1      |
| 9     | Günter Bartnik     | 0    | 0      | 1      | 1      |